# Romanishingambiet
Het Romanishingambiet is in de opening van een schaakpartij een variant van de Engelse opening. Het gambiet valt onder ECO-code A13, het Engels met 2. ...e6, en ontstaat na de zetten:
1. c4 e6
2. Pf3 Pf6
3. g3 a6
4. Lg2 b5
Het doel van zwart is de witveldige loper en het koningspaard te ruilen tegen de toren op a8 waarna de witte koningsstelling verzwakt achterblijft:
5. cxb5 axb5
6. Pd4 c6
7. Pxb5 cxb5
8. Lxa8 d5. De witte loper is ingesloten en gaat spoedig verloren.
Het gambiet is geanalyseerd door de Oekraïense schaker Oleh Romanysjyn.